# Daniel Barrera
Daniel Barrera Barrera (alias El Loco Barrera) es un narcotraficante colombiano, capturado el 18 de septiembre de 2012 en Venezuela, fue en su momento uno de los más buscados junto a los hermanos Calle Serna (Javier Antonio y Luis Enrique, alias hermanos Comba, quienes se entregaron en 2012 a los Estados Unidos). Fue uno de los jefes más importantes de las Bacrim (Bandas Criminales Emergentes al Servicio del Narcotráfico), por lo cual a veces se le da el título de narcoparamilitar, al igual que "Don Mario" y "Cuchillo", aunque sus relaciones con las AUC no fueron más que de negocios, así como también con los 15 frentes de las FARC que operaban en la región de la Orinoquía, donde ha sido siempre su principal punto de operaciones.

## Inicios
Su imagen aparece por primera vez en la escena del crimen organizado en Colombia cuando se le comenzó a ver muy frecuente en la antigua zona de distensión, que el gobierno de Andrés Pastrana estableció para iniciar los diálogos de paz con la guerrilla de las FARC; a partir de ahí las autoridades le comienzan a seguir la pista. 
Según las investigaciones realizadas por el gobierno, el fin con que el "Loco Barrera" frecuentaba la zona de despeje era para comprar la cocaína que procesaba la guerrilla, la cual se la revendería al Bloque Centauros de las Autodefensas, el cual operaba en los Llanos Orientales y  que se encontraba al mando del asesinado jefe paramilitar Miguel Arroyave, cuya muerte se le atribuye a él y a Pedro Oliviero Guerrero Castillo ("Cuchillo"). A su vez las investigaciones indican que el "Loco Barrera" era el principal cliente de las FARC, y por tal razón una figura estratégica para los asuntos de financiación de esa guerrilla, por lo cual tuvo una estrecha relación con los altos mandos de esta; además, ciertos testimonios indican que el capo recibió protección de 15 frentes de la guerrilla. En cuanto a su relación con las Autodefensas, se sabe que se amistó con "Cuchillo", y desde entonces fue su principal socio, antes de que este muriera ahogado en un caño en su afán por escapar de las autoridades en 2010.

## Su verdadera identidad
Antes de su captura, la identidad de este narcotraficante era un misterio, pues gracias a lo obtenido por la inteligencia del gobierno, se sabía que portaba 3 cédulas cada una con distinto nombre y distinta fecha de nacimiento. En la foto de cada documento se evidencian rostros con características físicas comunes pero, parcialmente, cambiados por operaciones faciales, por lo cual el gobierno colombiano toma como su verdadero nombre el de la cédula primeramente expedida. De hecho se dice que el "Loco Barrera" es el mismo detenido narcotraficante Juan Barrera, quien dice ser primo suyo. Capturado en el departamento del Meta, pues este nombre es el que indica su segunda cédula y el rostro de este hombre comparte rasgos físicos con los de las fotos de las cédulas del capo. Según testimonios, el "Loco Barrera" siempre que desaparecía aparecía con un rostro cambiado a causa de operaciones faciales y que actualmente tiene un aspecto físico muy distinto al que muestran las fotos que de él se tienen, por lo cual se le hacía muy difícil a las autoridades colombianas dar un rostro fijo del capo y mucho más cuando existe la posibilidad de que tuviera otras cédulas.
Tiene una hija nacida el 25 de octubre de 1996 residenciada en Punta de Mata, estado Monagas. Nadie sabe de ella pues la mantuvo escondida para alejarla de los problemas en los que se encontraba.

## Accionar
Después de la desmovilización de las Autodefensas Unidas de Colombia, se convirtió en el narcotraficante más poderoso de los llanos orientales junto a "Cuchillo", y junto a éste lideró el grupo narcoparamilitar Erpac (Ejercito Revolucionario Popular Antisubversivo de Colombia), el cual operaba en la región de la Orinoquía. La existencia de este grupo ilegal y sus accionares indican que la relación del capo con la guerrilla de las FARC, no es la misma de antes, pues según las investigaciones realizadas por las fuerzas del gobierno, el ERPAC ha tenido enfrentamientos con esta guerrilla por el control del narcotráfico en la zona.

## Captura
El Loco Barrera fue capturado el 18 de septiembre de 2012, con ayuda de los gobiernos venezolano, estadounidense y principalmente colombiano. La captura -según declaraciones del expresidente colombiano Juan Manuel Santos- tuvo lugar en San Cristóbal, Estado Tàchira. El operativo se coordinó desde EE. UU. y participaron, entre otros, la CIA y el MI6. Llamó la atención en el momento de su captura que tuviera los dedos quemados, con el objetivo que no fuese reconocido por medio de las huellas dactilares.
El día 21 de noviembre fue trasladado a la cárcel de Picaleña en la ciudad de Ibagué; en abril de 2013 se aprobó su extradición a EE. UU. y finalmente, el 10 de julio de ese mismo año fue extraditado en un avión de la DEA para que responda por sus delitos en una corte de Nueva York, En julio de 2016 fue condenado por un tribunal de Nueva York a una pena de 35 años de prisión por narcotráfico.